# Budea
Nella mitologia greca, Budea o Buzige fu una regina di Orcomeno, sposa di Climeno e madre di Ergino, Stratio, Arrone, Pileo e Azeo, e delle figlie Euridice e Assia. Fu anche eponima di una città in Beozia, Budeion.
Uno scolio su Apollonio Rodio identifica suo padre come Lico, anche se non è chiaro di quale Lico si tratti.